# فرانسي مارتن
فرانسي مارتن (بالإنجليزية: Frenchy Martin)‏ (و. 1947 – 2016 م) هو مصارع محترف، ومدير  كندي، ولد في مدينة كيبك، بدأ مشواره المهني سنة 1971، توفي في مدينة كيبك، عن عمر يناهز 69 عاماً ، بسبب سرطان المثانة.

## التعليم
تعلم في ستامبيد ريسلينغ ‏
.

## وصلات خارجية
- فرانسي مارتن في قاعدة بيانات الأفلام على الإنترنت